# Warwara Adrianowna Gaigerowa
Warwara Adrianowna Gaigerowa, russisch Варвара Адриановна Гайгерова, (geboren 4. Oktoberjul. / 17. Oktober 1903greg. in Orechowo-Sujewo, Russisches Kaiserreich; gestorben 6. April 1944 in Moskau) war eine russische Komponistin und Pianistin.

## Leben
Warwara Adrianowna Gaigerowa studierte Klavier und Komposition am Moskauer Konservatorium bei Georgi Catoire, Nikolai Jakowlewitsch Mjaskowski und Heinrich Neuhaus, und schloss das Studium 1927 ab. Sie fand eine Stelle als Pianistin am Bolschoi-Theater, an dem sie von 1936 bis 1944 „Konzertmeisterin“ war.
Gaigerowa erforschte die Musiktradition in den Republiken der Sowjetunion und schrieb eine ihrer Sinfonien über kalmückische Themen. Sie komponierte Sinfonien, Klaviermusik, Kammermusik und eine Oper (Krepost u kamennogo broda, 1940).

## Werke (Auswahl)
- Крепость у Каменного брода op. 30 (Die Festung an der Steinfurt), Oper nach Michail Lermontow u. a., 1941[4]
- 3 Sinfonien (1928, 1934, 1947)
- 3 Suiten (1932–1935)
- Suite, op. 8 für Viola und Klavier
- 2 Streichquartette, eines anotiert in: Neue interessante Werke. In: Musikblätter des Anbruch, 1932; Textarchiv – Internet Archive
- Vier Skizzen für Klavier
- Klaviersonate für Viola und Klavier, op. 4
- Romance nach Puschkin
- Kalmückische Lieder
- Klaviersonatine auf burjat-mongolische Themen